# 劳德代尔堡-好莱坞国际机场
劳德代尔堡-好莱坞国际机场（英語：Fort Lauderdale-Hollywood International Airport）是美国佛罗里达州南部劳德代尔堡和好莱坞共用的国际机场。